# Grafschaft Hanau-Münzenberg
Die Grafschaft Hanau-Münzenberg war ein Territorium des alten Deutschen Reiches. Sie ging 1458 aus einer Teilung der Grafschaft Hanau hervor.

## Entstehung der Grafschaft

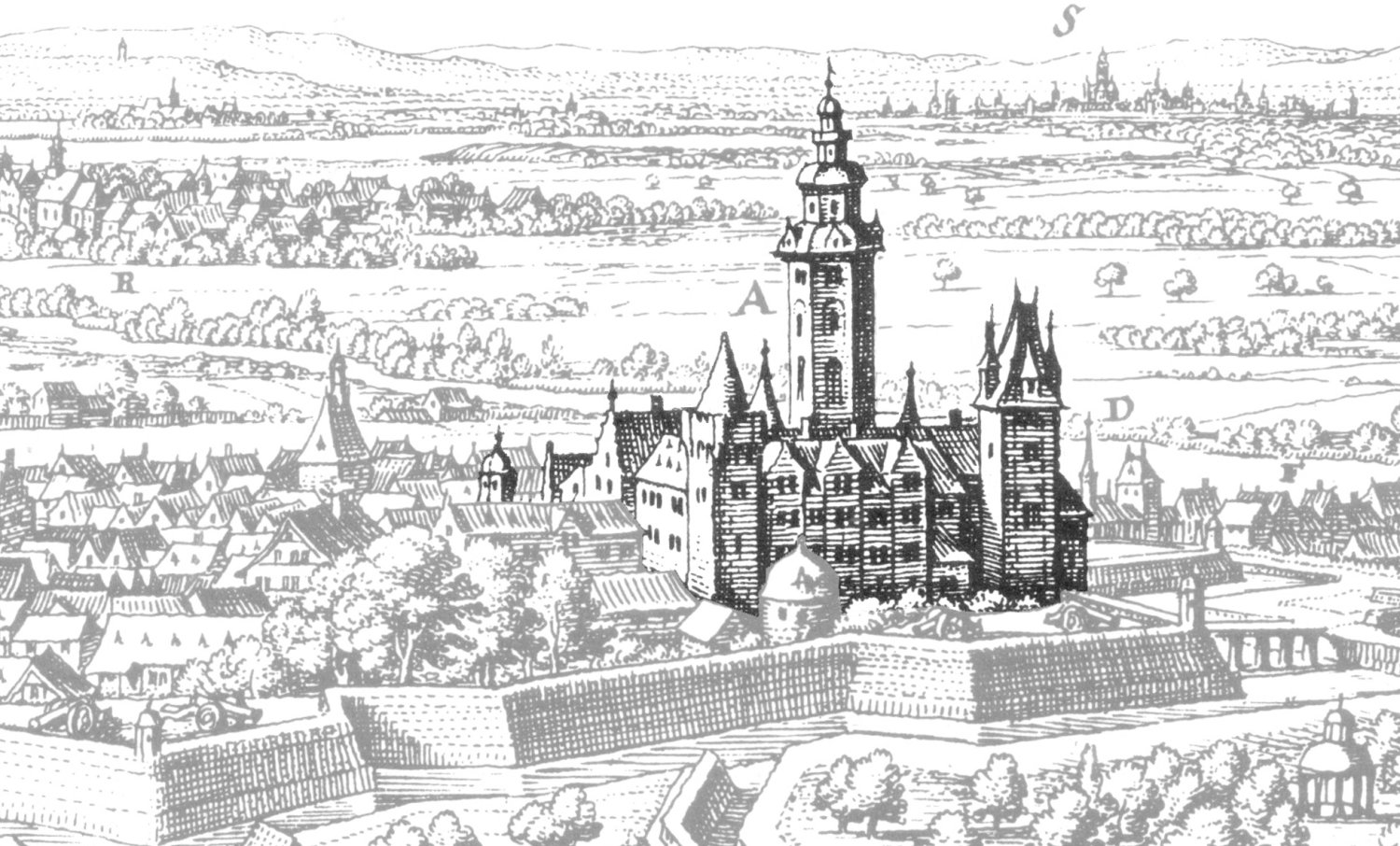
Das Stadtschloss Hanau (1632)

1452 starb nach nur einjähriger Regierungszeit Reinhard III. von Hanau. Erbe war sein erst vier Jahre alter Sohn Philipp I., der Jüngere. Aus Sorge um den Fortbestand der Familie einigten sich die Verwandten und andere wichtige Entscheidungsträger der Grafschaft, das Primogeniturstatut der Familie von 1375, eines der ältesten in Deutschland, nicht anzuwenden und dem Onkel des Erben und Bruder des verstorbenen Reinhard III., Philipp I., dem Älteren, das Amt Babenhausen aus dem Bestand der Grafschaft Hanau als eigene Grafschaft zukommen zu lassen. Hieraus entstand die Grafschaft Hanau-Lichtenberg. Das verbleibende Territorium, das aber den überwiegenden Teil der Grafschaft Hanau darstellte, verblieb bei Philipp I., dem Jüngeren, und nannte sich in der Folge Hanau-Münzenberg.
Die Geschichte der Grafschaft Hanau-Münzenberg ist geprägt von einer langen Reihe von Vormundschaften. Die Grafen von Hanau-Münzenberg verstarben fast alle sehr früh. Ob dahinter eine Erbkrankheit stand, ist ungeklärt.
Unter Philipp II. wurde 1528 auch mit dem Bau einer Stadtbefestigung für die Residenzstadt Hanau nach dem technischen Standard der Renaissance begonnen. Die mittelalterliche Mauer war in ihrem Umfang zu klein geworden und bot auch technisch gegen die aufkommende Artillerie nur noch unzureichend Schutz.
Siehe auch: Verwaltung der Grafschaft Hanau-Münzenberg

## Reformation

### Erste Reformation
Die Grafschaft Hanau-Münzenberg schloss sich bald der Reformation an – zunächst in ihrer lutherischen Ausprägung. 1523 wurde zunächst Adolf Arbogast Pfarrer in Hanau, der bereits reformatorische Ansätze pflegte, vermehrt Wert auf Predigten legte. Ihm folgte 1528 als erster evangelischer Prediger Philipp Neunheller, von Graf Philipp II. nach Hanau berufen. Der Prozess der Reformation verlief gleitend und kann erst unter Philipp III. als abgeschlossen betrachtet werden. Philipp Neunheller führte einen eigenen Katechismus und eine Kirchenordnung ein, die auf lutherischen, aber auch reformierten Grundlagen beruhte. Sein Nachfolger, Nicolaus Krug, der seit 1523 bei Philipp Melanchthon und Martin Luther an der Universität Wittenberg studiert und von letzterem 1539 ordiniert worden war, vertrat wieder ein konservativeres Luthertum und beseitigte die reformierten Elemente dadurch, dass er in Hanau 1552 eine von Philipp Melanchthon revidierte Mecklenburgische Kirchenordnung einführte. Nach einer Visitation 1562, in der festgestellt wurde, dass die Mecklenburgische Kirchenordnung zwar überall angewandt wurde, die gemeindliche Praxis aber sehr unterschiedlich war, wurde die Kirchenordnung des Herzogtums Pfalz-Zweibrücken eingeführt. 1563 wurde zudem als oberste Kirchenbehörde ein Konsistorium geschaffen, zunächst als Abteilung der Kanzlei, 1612 dann als eigenes „Kirchenministerium“ verselbständigt.
Von der Mitte des 16. Jahrhunderts bis in die zweite Hälfte des 17. Jahrhunderts kam es in der Grafschaft Hanau-Münzenberg zu einer ganzen Reihe von Hexenprozessen. Bei den ersten dieser Prozesse nahm auch der führende Frankfurter Jurist Johann Fichard in einem Gutachten Stellung.

### Zweite Reformation
Für Graf Philipp Ludwig II., dessen Vater früh verstorben war, nahm Graf Johann VI. von Nassau die Vormundschaft wahr und heiratete schließlich auch dessen Mutter, Juliana Gräfin von Stolberg. Philipp Ludwig II. gelangte so unter starken calvinistischen Einfluss. Als regierender Landesherr machte er dann von seinem Recht Gebrauch, die Konfession seines Territoriums zu bestimmen („cuius regio, eius religio“). Die Grafschaft Hanau-Münzenberg wurde so in einer zweiten Reformation calvinistisch. Dies gelang jedoch nicht vollständig. Sowohl in den mit Mainz gemeinschaftlichen Kondominaten Bieber, Partenstein, Gronau, Selters und Steinbach blieben die Kirchen lutherisch, in anderen, randlich gelegenen Dörfern der Grafschaft, so etwa in Seckbach oder Ginnheim wurden die Kirchen zwar reformiert, aber ein erheblicher Teil der Bevölkerung blieb lutherisch und besuchte den Gottesdienst im benachbarten lutherischen „Ausland“, etwa in Rückingen, das zur Grafschaft Isenburg-Birstein gehörte, oder in der Reichsstadt Frankfurt. Gleiches taten die, die römisch-katholisch blieben und zur Messe ins benachbarte kurmainzische „Ausland“ auswichen, etwa nach Steinheim.

### Solmser Landrecht

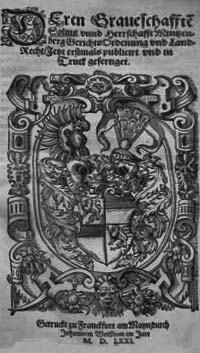
Solmser Landrecht, Titelblatt der Ausgabe von 1571

An der Wende vom 16. zum 17. Jahrhundert wurde in der Grafschaft Hanau-Münzenberg das Solmser Landrecht zum Gewohnheitsrecht. Hintergrund war, dass auch umliegende Territorien dieses damals „moderne“, systematisch und schriftlich aufgezeichnete Recht von 1571, das zudem aus der unmittelbaren Nachbarschaft stammte, übernahmen. Das Gemeine Recht galt nun nur noch, wenn Regelungen des Solmser Landrechts für einen Sachverhalt keine Bestimmungen enthielten. Das Solmser Landrecht blieb in den Landesteilen, die später an das Großherzogtum Hessen fielen, geltendes Recht, das erst zum 1. Januar 1900 von dem einheitlich im ganzen Deutschen Reich geltenden Bürgerlichen Gesetzbuch abgelöst wurde.

## Gründung der Neustadt Hanau
Am 1. Juni 1597 schloss Philipp Ludwig II. einen Vertrag mit calvinistischen Flüchtlingen aus Frankreich und den Spanischen Niederlanden, die „Kapitulation der Neustadt Hanau“. Die Kapitulation wurde 1604 durch ein „Transfix der Neustadt Hanau“ ergänzt. Die Verträge gewährten den Neuankömmlingen das Recht, sich in der zu gründenden Neustadt Hanau niederzulassen und weitere Vergünstigungen. Der Graf wies ein Baugelände vor der Hanauer Altstadt aus (gegen den Widerstand des Erzbischofs von Mainz, der die Fläche als ihm zustehenden Wildbann betrachtete), bezahlte einen Teil der Infrastruktur – insbesondere die Befestigungsanlage –, gewährte Steuervorteile und politisches Selbstbestimmungsrecht für die neue Stadtgemeinde. Die Glaubensflüchtlinge aus Frankreich und den Niederlanden waren zuvor in der Reichsstadt Frankfurt am Main nicht besonders freundlich aufgenommen worden und hatten daher ein Interesse, den Hoheitsbereich des lutherisch dominierten Frankfurt zu verlassen und sich in ein calvinistisches Gebiet zu begeben, ohne sich allzu weit vom Frankfurter Messeplatz zu entfernen. Außerdem war der Hanauer Graf bei weitem nicht so mächtig, wie die reiche Stadt Frankfurt und deshalb bereit, wirtschaftliche und politische Zugeständnisse zu machen. Mit den Flüchtlingen kamen Kenntnisse in der Fertigung von Luxusgütern in die Grafschaft, besonders in die Stadt Hanau.
Die Neustadt wurde von vornherein mit einer eigenen, modernen barocken Befestigungsanlage an die Befestigung der Altstadt angelehnt. Die planmäßige Anlage der Stadt legte ein regelmäßiges, schachbrettartiges Straßennetz fest, das die Hanauer Neustadt prägt und heute denkmalgeschützt ist. 1620 standen bereits mehr als 370 Häuser. Auch eine eigene große Doppelkirche (heute: Wallonisch-Niederländische Kirche) wurde bis 1611 errichtet, mit einer Kirche für die Französisch und einer für die Niederländisch sprechende Gemeinde unter einem gemeinsamen Dach.
Alt- und Neustadt Hanau existierten bis 1821 nebeneinander. Sie besaßen getrennte Verwaltungen und Stadträte mit jeweils eigenen Bürgermeistern.
Im Dezember 1603 erließ Philipp Ludwig II. auch das Privileg zur Ansiedlung der zweiten jüdischen Gemeinde in Hanau. Die erste jüdische Gemeinde Hanaus war im Zuge der spätmittelalterlichen Pestpogrome ausgelöscht worden. Zwischen der Alt- und der Neustadt entstand nun im Bereich des Zwingers der Altstadtbefestigung die Judengasse (heute: Nordstraße). Diese Gemeinde war direkt der gräflichen Verwaltung unterstellt, nicht einer der beiden Stadtverwaltungen von Alt- oder Neustadt Hanau.
1610 schlossen Philipp Ludwig II. von Hanau-Münzenberg und Johann Reinhard I. von Hanau-Lichtenberg einen Erbvertrag. Beim Erlöschen einer Linie sollte die andere in die Erbfolge eintreten.

## Dreißigjähriger Krieg

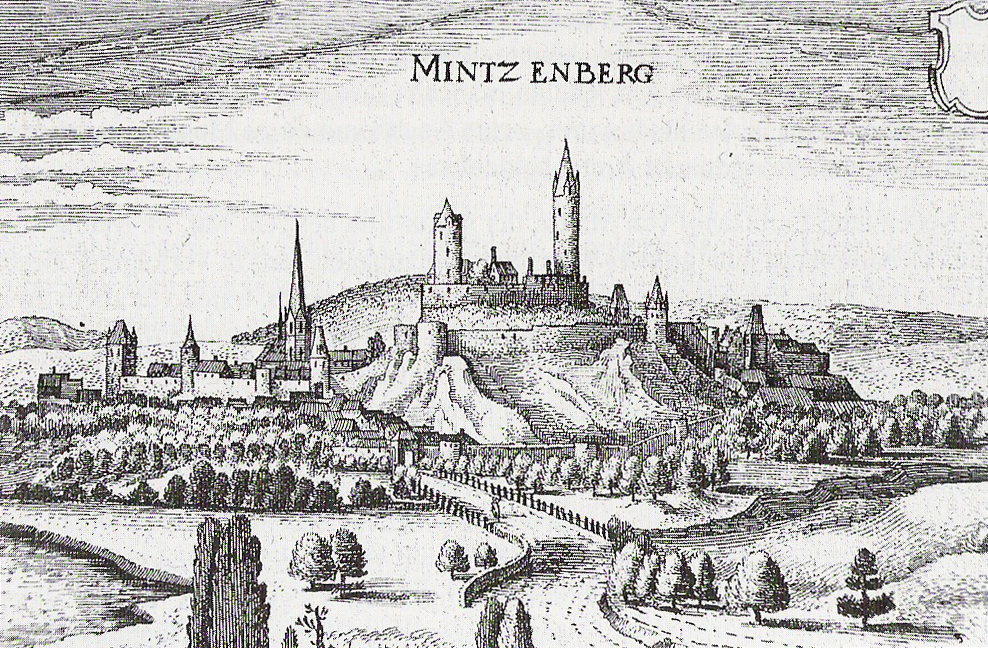
Burg Münzenberg um 1620

Kurz vor dem Dreißigjährigen Krieg, 1597, wurde das Hanauer Militär erstmals unter die Leitung eines hauptamtlich Tätigen gestellt, eines Rüstmeisters. Dieses Militär bestand aus Miliz-Verbänden, die örtlich in Schützengesellschaften organisiert waren. Auch die Festung Hanau wurde durch einen professionellen Festungskommandanten befehligt, dem aber nur ein kleiner Stab Soldaten zur Verfügung stand. Wachdienste und gegebenenfalls auch ein erheblicher Teil der Verteidigung der Anlage lag in den Händen der Bürgermiliz. Ein bekannter Festungskommandant war Johann Winter von Güldenborn.
Im Dreißigjährigen Krieg stand das calvinistische Hanau zunächst auf der Seite des ebenfalls reformierten „Winterkönigs“ Friedrich V. (1596–1632). Graf Philipp Moritz von Hanau-Münzenberg übergab die Festung Hanau dann aber zwei heranrückenden schwedischen Reiterregimentern – Schweden war lutherisch. König Gustav Adolf von Schweden verlangte von Graf Philipp Moritz, acht Kompanien Fußvolk auszuheben und ernannte ihn zum Obersten. Der aber reiste 1634 über Metz in die sicheren Niederlande. Zwar hatte er seinen Bruder, Jakob Johann von Hanau-Münzenberg, zur Wahrung seiner Interessen zurückgelassen, aber auch dieser verließ Hanau, nachdem er feststellen musste, dass die schwedische Besatzung ihm keinen Handlungsspielraum mehr ließ. Er ging zum Heer des Herzogs Bernhards von Weimar ins Elsass, wo er 1636 beim Sturm auf Zabern fiel.
Von 1630 bis 1638 nutzte die schwedische Armee unter dem schottischen General Jakob von Ramsay die Festungsstadt Hanau als Stützpunkt, um von hier aus das Umland zu kontrollieren. Das Umland der Stadt Hanau, auch die ganze Grafschaft wurden dabei schwer verwüstet. Grimmelshausen verarbeitete die schwedische Besatzungszeit Hanaus in seinem Schelmenroman Der abenteuerliche Simplicissimus. 1635 bis 1636 wurde Hanau erfolglos von kaiserlichen Truppen unter General Lamboy belagert. In der Belagerung bewährte sich die erst wenige Jahre zuvor mit der Neustadt Hanau errichtete, moderne Stadtbefestigung Hanau. Tausende waren aus den umliegenden Ortschaften in die Stadt geflohen, und es herrschten dort furchtbare Zustände. Noch schlimmer waren diese allerdings im Umland von Hanau: Hier wurden in der Grafschaft Hanau binnen zweier Monate die Stadt Windecken, drei größere Orte und 33 Dörfer zerstört. Nach neunmonatiger Belagerung der Stadt Hanau rückte im Juni 1636 ein Entsatzheer unter Landgraf Wilhelm V. von Hessen-Kassel an und befreite die Stadt. Wilhelm von Hessen-Kassel war mit Amalie Elisabeth, einer Tochter von Philipp Ludwig II. verheiratet.
Im Februar 1638 wurden die Schweden aus Hanau vertrieben und Philipp Moritz wieder in die Regierung eingesetzt. Er starb jedoch wenige Monate später.

## Das Ende der selbständigen Grafschaft Hanau-Münzenberg
Auf Graf Philipp Moritz folgte 1638 sein erst sechsjähriger Sohn Philipp Ludwig III., für den seine Mutter Sibylle Christine von Anhalt-Dessau (1603–1688) die Regentschaft führte. Drei Jahre später starb auch er. Ihm folgte 1641 Graf Johann Ernst von Hanau-Münzenberg, Sohn eines Bruders des Grafen Philipp Ludwig II. aus der Seitenlinie Hanau-Münzenberg-Schwarzenfels. Nach nur dreimonatiger Herrschaft starb auch er 1642. Damit war die Linie Hanau-Münzenberg erloschen. Gemäß dem Erbvertrag von 1610 folgte nun der erst neunzehnjährige Graf Friedrich Casimir von Hanau-Lichtenberg. Landgräfin Amalie Elisabeth von Hessen-Kassel, eine geborenen Gräfin von Hanau-Münzenberg, unterstützte die Ansprüche Friedrich Casimirs auch gegenüber dem Erzbischof von Mainz. Im Gegenzug schloss Friedrich Casimir mit der Landgräfin 1643 einen Erbvertrag, der regelte, dass Hessen-Kassel bei einem Aussterben des Hauses Hanau die Grafschaft Hanau-Münzenberg erben sollte. 1647 heiratete Friedrich Casimir die zwanzig Jahre ältere Witwe seines Vorgängers in der Regierung der Grafschaft Hanau-Münzenberg, des Grafen Philipp Moritz, Sibylle Christine von Anhalt-Dessau. Der Schritt war zum einen der prekären Finanzlage der Grafschaft zuzuschreiben: Das sparte die Dotation für die Gräfin-Witwe. Zum anderen beruhigte eine Ehe zwischen dem lutherischen Grafen und der reformierten Gräfin-Witwe zusätzlich die Untertanen in der Konfessionsfrage. Allerdings blieb die Ehe kinderlos.

## Nachspiel

### Letzte Erbteilung 1685–1712
Als Graf Friedrich Casimir von Hanau 1685 kinderlos starb, wurde die Grafschaft unter den Erben, den beiden Söhnen seines Bruders Johann Reinhard II. von Hanau-Lichtenberg, den Grafen Philipp Reinhard und Johann Reinhard III. nochmals in Hanau-Münzenberg und Hanau-Lichtenberg geteilt. Als Philipp Reinhard 1712 starb, erbte Johann Reinhard III. auch den Hanau-Münzenberger Landesteil. Er war der letzte männliche Vertreter des Hanauer Grafenhauses und starb 1736. Er hinterließ nur eine Tochter, Charlotte von Hanau-Lichtenberg.
Aufgrund des Erbvertrags von 1643 fiel der Hanau-Münzenberger Landesteil nun an Hessen-Kassel, aufgrund der Ehe 1717 von Charlotte von Hanau-Lichtenberg mit dem Erbprinzen Ludwig (VIII.) von Hessen-Darmstadt der Hanau-Lichtenberger Anteil nach dort. Damit gab es – wenn auch nun in Personalunion mit der Landgrafschaft Hessen-Kassel vereinigt – die Grafschaft Hanau-Münzenberg wieder als eigenständige territoriale Einheit. Jahrzehntelang umstritten blieb zwischen Hessen-Kassel und Hessen-Darmstadt die Zugehörigkeit des Amtes Babenhausen zum Münzenberger oder Lichtenberger Erbteil. Dieser Streit wurde schließlich Ende des 18. Jahrhunderts durch eine Realteilung beigelegt.

### Hessen-Kasselische Sekundogenitur
Landgraf Friedrich (II.) von Hessen-Kassel war 1749 als Erbprinz heimlich zum römisch-katholischen Glauben übergetreten. Als das bekannt wurde, trennte sich seine Frau Maria mit ihren gemeinsamen Kindern von ihm. Sein Vater, Landgraf Wilhelm VIII. von Hessen-Kassel, wollte sicherstellen, dass sein zum römisch-katholischen Glauben konvertierter Sohn, Friedrich II., nach seinem Regierungsantritt so wenig Macht wie möglich erhielt. Dazu wurde u. a. die Grafschaft Hanau-Münzenberg von den Hessen-Kasseler Stammlanden getrennt und ab 1760 unter die Herrschaft seines Enkels, Wilhelm (IX.), des späteren Kurfürsten Wilhelm I., gestellt. Für den noch minderjährigen Prinzen führte zunächst seine Mutter, Landgräfin Maria, die Vormundschaft, ab 1764 regierte er selbst. Abgesichert war das durch die hessische Assekurationsakte von 1754.
Friedrich II., der 1760 seinen Vater als Landgraf von Hessen-Kassel beerbt hatte, unternahm mehrere Versuche, die Grafschaft Hanau-Münzenberg wieder mit Hessen-Kassel zu vereinigen. Sie scheiterten aber am Widerstand Großbritanniens und der evangelischen Reichsstände. Erbprinz Wilhelm (IX.) regierte so als letzter Graf von Hanau in Hanau von 1760/1764 bis 1785. In seinem Bemühen, die Grafschaft Hanau-Münzenberg zu modernisieren, war er erfolgreich. Die Residenzstadt Hanau wurde ausgebaut, die Kuranlage Wilhelmsbad – Baubeginn 1777 –, deren eisenhaltige Quelle 1709 entdeckt worden war, errichtet. Das Geld dafür stammte zum Teil aus der Vermietung von Militär in den Jahren 1776 bis 1783 an seinen Onkel, König Georg III. von Großbritannien. Ein Truppenkontingent aus der Grafschaft Hanau, ca. 2400 Mann, wurde im Amerikanischen Unabhängigkeitskrieg eingesetzt.
Nach dem Tod seines Vaters trat 1785 Wilhelm IX./(I.) die Regierung in der Landgrafschaft Hessen-Kassel an und verlegte seinen Wohnsitz nach Kassel. Bis dahin blieb die Grafschaft Hanau-Münzenberg weitgehend selbständig. Erst jetzt begann ein Prozess zunehmender Integration in die Landgrafschaft.

### Nachfolgende Zugehörigkeiten
Dieser Integrationsprozess verlief langsam, zog sich über Jahrzehnte hin und war erst mit der grundlegenden Verwaltungsreform nach dem Regierungsantritt von Kurfürst Wilhelm II. 1821 abgeschlossen. Die Grafschaft Hanau-Münzenberg ging anschließend in folgenden Verwaltungseinheiten auf:
- 1736–1806 Landgrafschaft Hessen-Kassel
  - 1803–1806 Landgrafschaft Hessen-Kassel als Fürstentum Hanau
- 1806–1810 Französische Militärverwaltung
- 1810–1813 Großherzogtum Frankfurt als Departement Hanau
- 1813–1821 Kurfürstentum Hessen als Fürstentum Hanau
- 1821–1866 Kurfürstentum Hessen als Provinz Hanau
- 1866–1945 Preußen
- ab 1945 Hessen: Landkreis Hanau, Stadt Hanau, Landkreis Gelnhausen, Landkreis Schlüchtern
  - seit 1974 Main-Kinzig-Kreis, der die Kerngebiete der ehemaligen Grafschaft Hanau-Münzenberg umfasst. Randliche Bereiche liegen heute im Gebiet von Frankfurt am Main, im Wetteraukreis und im Landkreis Offenbach.

## Ämter (auch anteilig)
- Gericht Altengronau
- Amt Altenhaßlau
- Amt Homburg
- Amt Bieber
- Amt Bornheimerberg
- Amt Brandenstein
- Amt Büchertal
- Amt Dorheim
- Freigericht Alzenau (Kondominat)
- Gelnhausen
- Hanau
  - Altstadt Hanau, seit dem 13. Jh.
  - Neustadt Hanau, seit 1597
  - Judengasse, seit 1603
- Amt Joßgrund

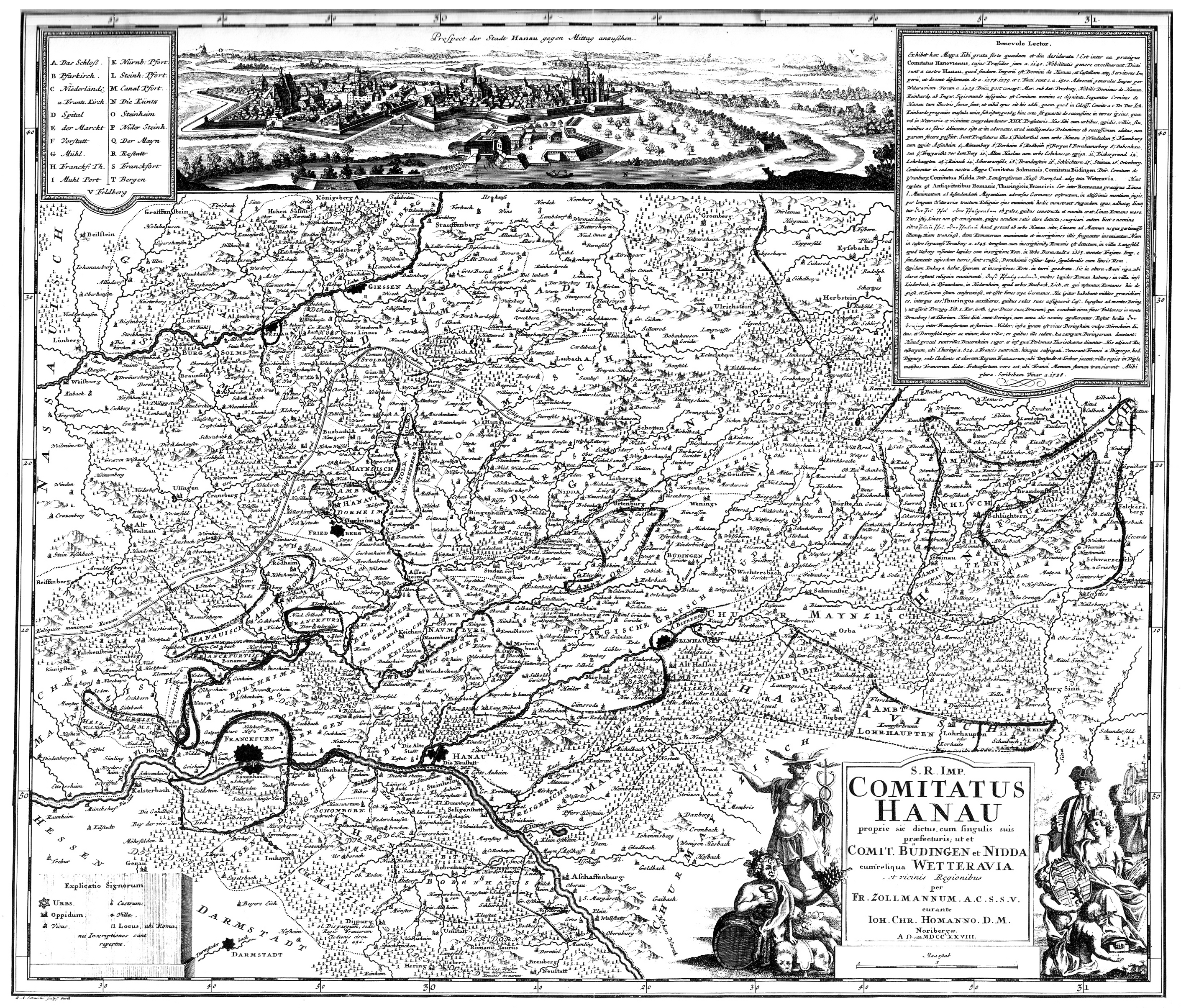
Grafschaft Hanau[-Münzenberg], Karte von Friedrich Zollmann 1728

- Amt Lauda (Kondominat mit Rieneck)
- Amt Lohrhaupten
- Amt Münzenberg
- Kellerei Naumburg, seit 1558
- Amt Ortenberg
- Osterburken (1356–1376)
- Amt Partenstein
- Amt Rodheim
- Amt Schlüchtern
- Amt Schwarzenfels
- Amt Steinau
- Amt Steinheim (nur 1371–1393 u. 1631–1634)
- Kondominat Umstadt (1374–1390 mit Fulda, 1390–1427 ungeteilt, 1427–1504 mit Kurpfalz)
- Amt Windecken

## Wirtschaft
Von zentraler Bedeutung für die Wirtschaft der Grafschaft Hanau-Münzenberg waren zunächst die Salinenbetriebe in (Bad) Nauheim. Einen gewaltigen Schub bedeutete die Ansiedlung von Flüchtlingen aus den Spanischen Niederlanden am Anfang des 17. Jahrhunderts in der Neustadt Hanau, die eine europaweit ausstrahlende Luxuswarenindustrie begründeten. Im 18. Jahrhundert traten schließlich die Silberbergwerke im Amt Bieber hinzu. In Hanau arbeitete seit 1603 – mit Unterbrechungen – auch eine eigene Münzstätte.
Übersicht
über den Wert der in Hanau gebräuchlichen Nominale in der Zeit um 1600:
| Rtl. | fl. | Batzen | ß  | alb  | xr | d   |
| ---- | --- | ------ | -- | ---- | -- | --- |
| 1    | 1½  | 22½    | 36 | 45   | 90 | 360 |
| -    | 1   | 15     | 24 | 30   | 60 | 240 |
| -    | -   | 1      | -  | 2    | 4  | 16  |
| -    | -   | -      | 1  | 11/4 | 2½ | 10  |
| -    | -   | -      | -  | 1    | 2  | 8   |
| -    | -   | -      | -  | -    | 1  | 4   |

## Einwohnerentwicklung
- 1632[17]: 5140 Familien
- 1707: 6706 Familien
- 1754: 48.000 Einwohner